# Kelemen Csaba (színművész)
Kelemen Csaba (Szolnok, 1955. szeptember 10. – Miskolc, 2020. október 26.) magyar színész.

## Életpályája
Szolnokon született 1955-ben. 1980-ban végezte el a Színház- és Filmművészeti Főiskolát. 1980–1982 között a debreceni Csokonai Színház, 1982–1989 között a budapesti Radnóti Miklós Színház, 1989–2020 között az egri Gárdonyi Géza Színház tagja volt. Színész kollégájával, Sebestyén Andrással több mint 13 évig dolgozott együtt. Többféle önálló estet állítottak össze, amely előadások a két színészre voltak kitalálva. Járták az országot rendhagyó irodalom órákkal, de felléptek Kanadában, Ausztráliában is. 1994 óta az Agria Játékok Kft. ügyvezető igazgatója volt. 2006-ban közreműködött Csíksomlyón az Egri csillagok musical előadásában.
1994-től a Független Kisgazda-, Földmunkás- és Polgári Párt Heves megyei főtitkára, egri elnöke volt.
2020. október 26-án hunyt el koronavírus-fertőzés következtében a miskolci kórházban.
Felesége Kelemen Csabáné Lengyel Edina Lilla, művelődésszervező, akivel 2006-ban kötött házasságot Egerben.

## Emlékezete
2021. novemberében – halálának egy éves évfordulóján – Eger város önkormányzata és az egri Gárdonyi Géza Színház Kelemen Csaba Stúdiószínháznak nevezte el a színház stúdiószínpadát.

## Színházi szerepeiből
A Színházi adattárban regisztrált bemutatóinak száma: 125; ugyanitt hét színházi felvételen is látható.
- Zápolya János (Háy Gyula: Mohács)
- II. Rákóczi Ferenc (Moravetz Levente-Balásy Szabolcs-Horváth Krisztián: A fejedelem)
- Jacopo Bradi (Thuróczy Katalin: Mátyás mesék)
- Sztravinszkij, főorvos a pszichiátrián (Mihail Bulgakov: A Mester és Margarita)
- Szekeres, Judit apja (Csemer Géza-Szakcsi Lakatos Béla: Cigánykerék)
- Náprágyi Demeter, gyulafehérvári püspök (Márton László: A törött nádszál)
- Dayton nyomozó (Raymond Chandler: Elkéstél, Terry)
- Viskonti, pápai nuncius (Márton László: Az állhatatlan)
- Barrabás, B., Révész (Horváth Péter-Sztevanovity Dusán-Presser Gábor: A padlás)
- Gaston Aurio (Eisemann Mihály-Somogyi Gyula-Zágon István: Fekete Péter)
- Alessandro Cumuleo, pápai nuncius (Márton László: A nagyratörő)
- Mr. Lyons (Willy Russell: A vértestvérek)
- „ A megfigyelő” (McDermot-Gerome Ragni-James Rado: Hair)
- Szereplő (Békés Pál – Melis László: Dezsavű)
- George (Edward Albee: Nem félünk a farkastól)
- Avram, könyvárus (Joseph Stein-Jerry Bock-Sheldon Harnick: Hegedűs a háztetőn)
- Kádár Péter, orvostanár (Márai Sándor: Kaland)
- Jóska, Sebők veje (Sarkadi Imre: Elveszett paradicsom)
- Iversen (Garner Julian: Ébredés)

## Tévéfilmjei
- Diplomatavadász (tévéfilmsorozat, 2010)....Csóka Gábor
- A gyertyák csonkig égnek (tévéfilm, 2010)....Konrád százados
- Csókos asszony (tévéfilm, 2010)....Tarpataky báró
- Szinglik éjszakája (tévéfilm, 2010)....Tibor, Juli apja
- Rákóczi fogságai (tévéfilm, 2006)
- Kvartett (tévéfilm, 2005)....Vendég
- Kisváros (televíziós sorozat) (1994–1999)....Erdős Oszkár úr (Turcsányi üzlettársa)
- Szomszédok (televíziós sorozat, 1987–1992)....Dőri Ferenc (mentőtiszt)
- Angyalbőrben (televíziós sorozat, 1990)....Fogdaparancsnok

## Díjai, elismerései
- Heves megyei Prima-díj (2014)[8]